# بویوک‌چای (مرزیفون)
بویوک‌چای (به ترکی استانبولی: Büyükçay) یک منطقهٔ مسکونی در ترکیه است که در مرزیفون واقع شده‌است.